# Natalie Uy
Natalie Rose Uy (* 6. September 1994 in Kettering, Ohio) ist eine philippinische Leichtathletin, die sich auf den Stabhochsprung spezialisiert hat.

## Sportliche Laufbahn
Erste internationale Erfahrungen sammelte Natalie Uy bei den Asienmeisterschaften 2019 in Doha, bei denen sie mit übersprungenen 4,20 m die Bronzemedaille hinter den beiden Chinesinnen Li Ling und Xu Huiqin gewann. Im Dezember siegte sie dann bei den Südostasienspielen in Capas mit neuem Spielerekord von 4,25 m. 2023 gewann sie bei den Südostasienspielen in Phnom Penh mit 4,00 m die Bronzemedaille hinter der Thailänderin Chonthicha Khabut und Nor Sarah Adi aus Malaysia.

## Persönliche Bestleistungen
- Stabhochsprung: 4,30 m, 16. Juni 2018 in Castellón (philippinischer Rekord)
  - Stabhochsprung (Halle): 4,26 m, 1. März 2020 in Shelbyville (philippinischer Rekord)